# Hille
För andra betydelser, se Hille (olika betydelser).
Hille är kyrkbyn i Hille socken och numera en del i norr av tätorten Gävle i Gävle kommun.
I det äldsta omnämnandet av socknen 1319 nämns att prästgården har två vretar och en äng alldeles bredvid kyrkan. Bynamnet nämns dock inte. 1443 sägs dock dessa två vretar och "kyrkängen" ligga i Hille "in Hylla", samt Hylbyggyarydh söder om bäcken. I äldsta bevarade jordeboken från 1541 består Hille av två mantal skatte som räntar 504 respektive 300 osmundar järn. Byn kallas under 1500-talet stundom Hillebyn för att skiljas från socknen.

I Hille ligger Hille kyrka.